# Калакмуль

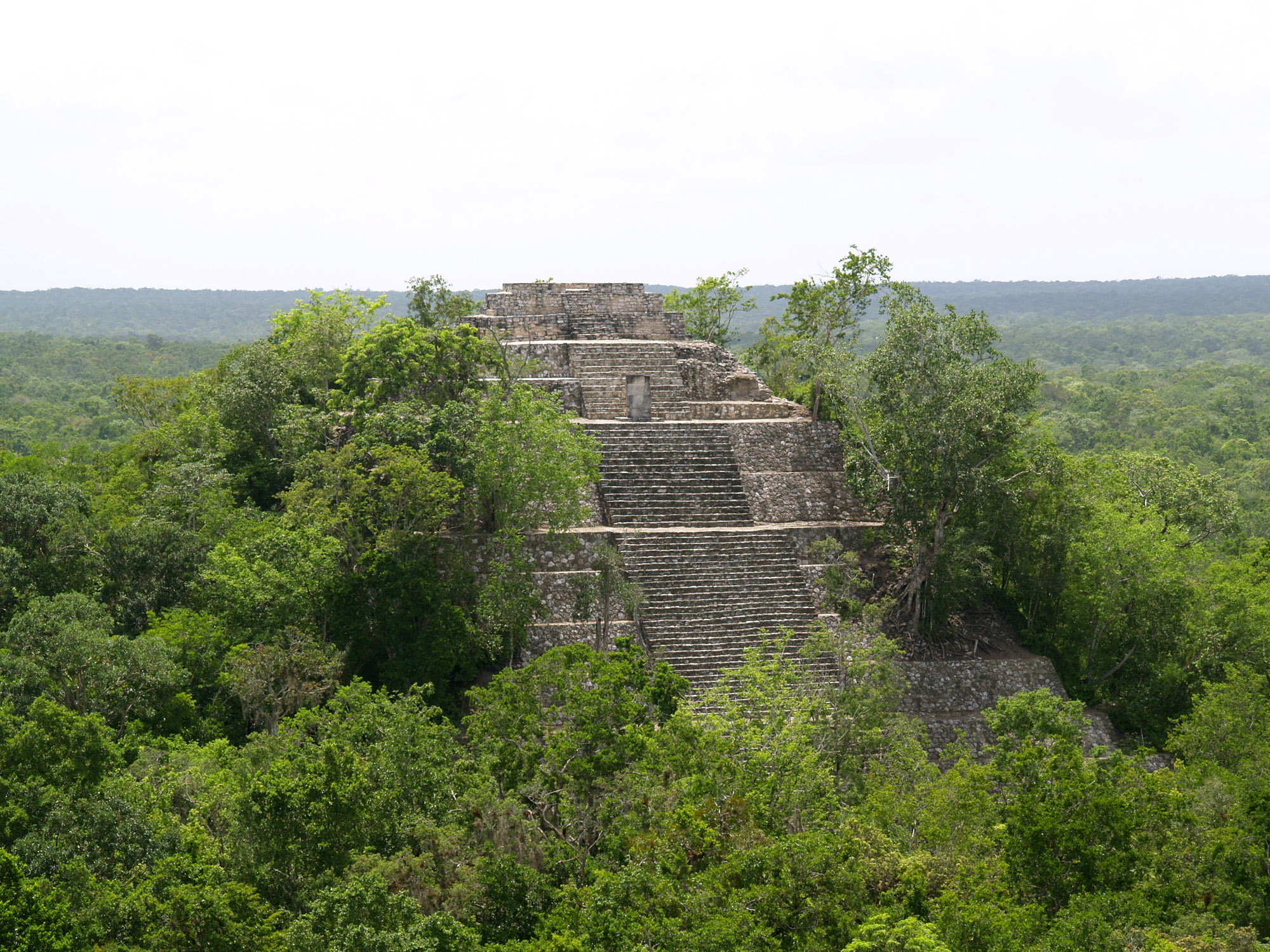
Пирамида «Структура I» в Калакмуле

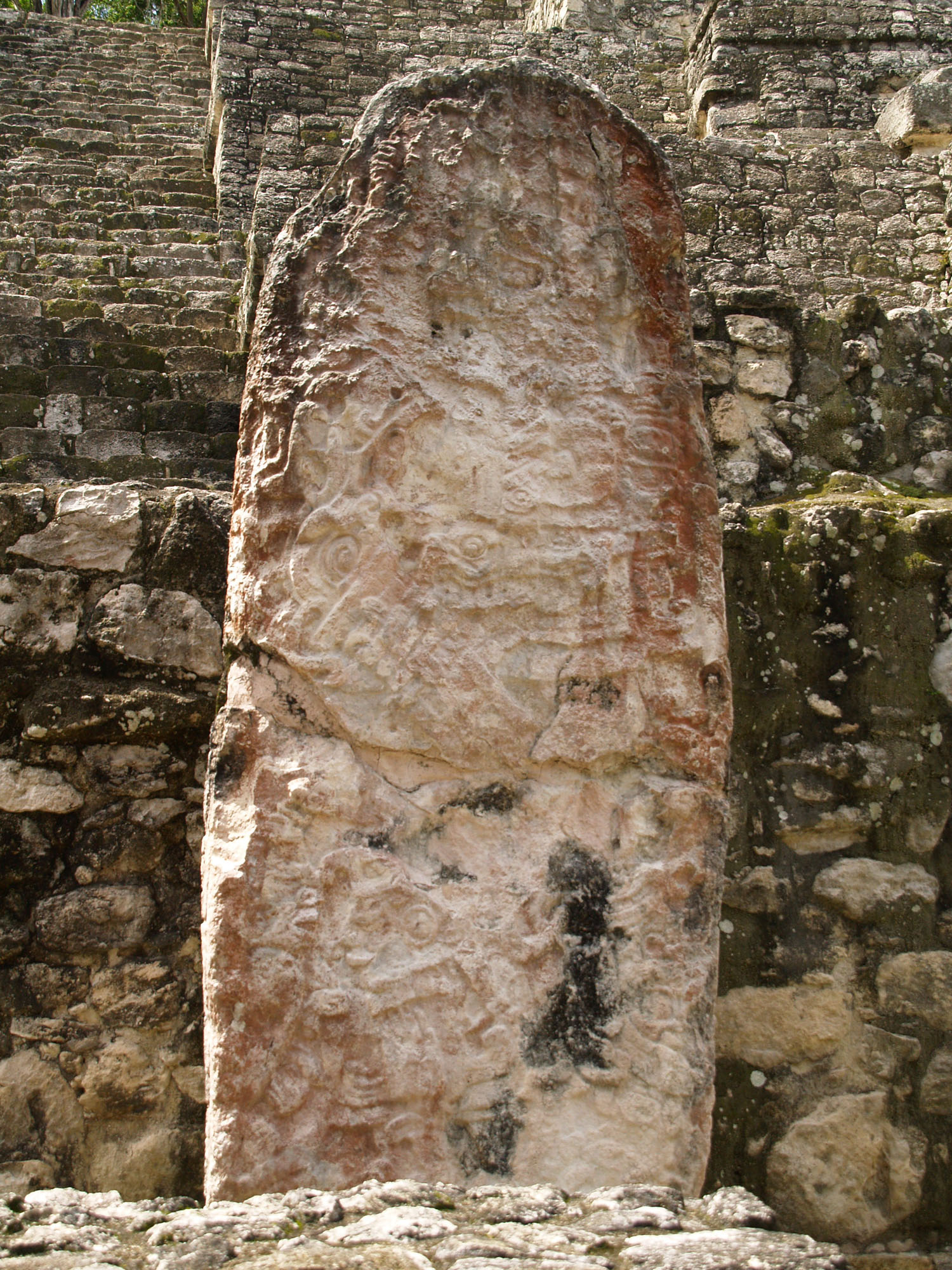
Стела при основании «Структуры II»

Калакмуль — в прошлом могущественный город майя, столица Канульского царства. Калакмуль был политическим конкурентом Тикаля. Эпоха расцвета Калакмуля приходится на период между 200 и 700 годами н. э.
В 1931 году упоминающийся в старых текстах под именем «Каан» или «Королевство змеи» Калакмуль был обнаружен американцем Сайрусом Ланделлом. Именно Сайрус придумал название этому месту: «ca» означает два, «lak» – смежный и «mul» – пирамида. Таким образом, Калакмуль – город двух смежных пирамид. 
Калакмуль занимал площадь приблизительно в 30 км² и насчитывал больше 100 крупных строений, а всего строений около 5000. Среди сооружений доминируют две пирамиды, которые принято называть «Структура I» и «Структура II» высотой 45 м. Самая большая пирамида имеет длину сторон в 140 м.
Город находится приблизительно в 300 км юго-восточнее города Кампече в Мексике.